# Desiree Freier
Desiree Freier (ur. 24 lipca 1996) – amerykańska lekkoatletka specjalizująca się w skoku o tyczce. 
Dziewiąta zawodniczka mistrzostw świata juniorów młodszych w Doniecku (2013). Rok później została srebrną medalistką juniorskich mistrzostw świata w Eugene.
Rekordy życiowe: stadion – 4,45 (24 lipca 2014, Eugene) rekord Ameryki Północnej juniorów; hala – 4,34 (16 marca 2014, Nowy Jork).

## Osiągnięcia
| Rok  | Impreza                               | Miejsce | Lokata     | Wynik |
| ---- | ------------------------------------- | ------- | ---------- | ----- |
| 2013 | Mistrzostwa świata juniorów młodszych | Donieck | 9. miejsce | 3,95  |
| 2014 | Mistrzostwa świata juniorów           | Eugene  | 2. miejsce | 4,45  |